# Daïra de Moulay Slissen
La daïra de Moulay Slissen est une circonscription administrative algérienne située dans la wilaya de Sidi Bel Abbès. Son chef-lieu est situé sur la commune éponyme de Moulay Slissen.
La daïra regroupe les trois communes:
- Moulay Slissen
- El Haçaiba
- Aïn Tindamine